# Kevin Schmidt
Kevin Gerard Schmidt, talvolta accreditato come Kevin G. Schmidt o semplicemente Kevin Schmidt (Andover, 16 agosto 1988), è un attore, regista e produttore televisivo statunitense.

## Biografia
Schmidt è nato ad Andover, in Kansas, e ha due fratelli, Kenneth e Kendall Schmidt. Ha iniziato a recitare nel 2000, apparendo in serie televisive e, nel 2003, nel suo primo film cinematografico, Una scatenata dozzina, per il quale ha avuto la nomination agli Young Artist Awards nel 2006.

## Filmografia

### Attore

#### Cinema
- Una scatenata dozzina (Cheaper by the Dozen), regia di Shawn Levy (2003)
- The Butterfly Effect, regia di Eric Bress e J. Mackye Gruber (2004)
- Tre ragazzi per un bottino (Catch That Kid), regia di Bart Freundlich (2004)
- Mind Rage, regia di Mark Allen Michaels (2004)
- Il ritorno della scatenata dozzina (Cheaper by the Dozen 2), regia di Adam Shankman (2005)
- Resurrection Mary, regia di Sean Michael Beyer (2007)
- The Alyson Stoner Project, regia di Kevin Schmidt (2009)
- Alvin Superstar 2 (Alvin and the Chipmunks: The Squeakquel), regia di Betty Thomas (2009)

#### Televisione
- I Finnerty (Grounded for Life) – serie TV, episodio 1x12 (2001)
- The Downer Channel – serie TV, episodio 1x02 (2001)
- Curb Your Enthusiasm – serie TV, episodio 2x02 (2001)
- Giudice Amy (Judging Amy) – serie TV, episodio 3x08 (2001)
- Providence – serie TV, episodio 4x13 (2002)
- The King of Queens – serie TV, episodio 4x25 (2002)
- Taken, regia di Tobe Hooper – miniserie TV, puntata 1 (2002)
- The District – serie TV, episodio 3x10 (2002)
- The Pitts – serie TV, episodio 1x04 (2003)
- JAG - Avvocati in divisa (JAG) – serie TV, episodio 8x20 (2003)
- The Mullets – serie TV, episodio 1x05 (2003)
- The Guardian – serie TV, episodio 3x11 (2004)
- Oliver Beene – serie TV, episodi 2x03-2x05 (2004)
- Clubhouse – serie TV, 6 episodi (2004)
- Detective Monk (Monk) – serie TV, episodio 4x08 (2005)
- Numb3rs – serie TV, episodio 4x06 (2007)
- Senza traccia (Without a Trace) – serie TV, episodio 6x09 (2007)
- CSI: NY – serie TV, episodio 4x12 (2008)
- Programma protezione principesse (Princess Protection Program), regia di Allison Liddi-Brown – film TV (2009)
- National Museum - Scuola di avventura (Unnatural History) – serie TV, 13 episodi (2010)
- Poor Paul – serie TV, 38 episodi (2008-2011)
- Febbre d'amore (The Young and the Restless) – serial TV, 153 puntate (2008-2011)
- Bones – serie TV, episodio 8x07 (2012)

### Produttore televisivo
- Poor Paul – serie TV, 12 episodi (2008-2011)

### Sceneggiatore
- Poor Paul – serie TV, 12 episodi (2008-2011)
- The Alyson Stoner Project, regia di Kevin Schmidt (2009)

### Regista
- Poor Paul – serie TV, 4 episodi (2008-2011)
- The Alyson Stoner Project, regia di Kevin Schmidt (2009)

## Doppiatori italiani
Nelle versioni in italiano dei suoi film, Kevin Schmidt è stato doppiato da:
- Flavio Aquilone in Una scatenata dozzina, Il ritorno della scatenata dozzina.
- Alessio Nissolino in Detective Monk
- Davide Perino in CSI: NY
- Fabrizio De Flaviis in Alvin Superstar 2
- Maurizio Merluzzo in National Museum - Scuola di avventura.